# Pelagia Russanowska
Pelagia Russanowska (ur. 10 października 1792 w Koniuchach, zm. 12 sierpnia 1863 w Krakowie) – polska filantropka, tercjarka dominikańska. 

## Życiorys
Córka Kajetana h. Traby i Gertrudy z Sobańskich. Ojciec był stolnikiem belskim, właścicielem dóbr Horyszów Ruski (z wioskami Koniuchy, Frankamionka), służył w kawalerii (do 1792 roku). Matka Pelagii wcześnie zmarła i ojciec ożenił się ponownie. Oprócz brata (Aleksandra) miała 3 przyrodnie siostry. Po śmierci ojca w 1810 roku Horyszów został sprzedany przyrodniej siostrze Delfinie Krasickiej (współwłaścicielkami 2/5 majątku zostały jej siostry Julia i Kazimiera). Pelagia majątek ulokowała w kosztownościach i papierach wartościowych i w 1811 roku wyjechała do Warszawy, a potem do Krakowa. Tam w 1833 roku kupiła kamienicę przy ulicy Mikołajskiej. Zajmowała się działalnością charytatywną. Działała w Komitecie Ochron, Towarzystwie Dobroczynności, Arcybractwie Miłosierdzia i Stowarzyszeniu Pań Miłosierdzia św. Wincentego a Paulo. W 1861 roku sprowadziła do Krakowa siostry felicjanki, a w testamencie podarowała im kamienicę przy ulicy Mikołajskiej oraz 10 000 złp w listach zastawnych. W kamienicy miał powstać zakład dla ubogich chłopców i sierot, a sklep i wynajem pierwszego piętra miał zapewnić dochód na utrzymanie zakładu. 
W testamencie z 12 maja 1860 roku przekazała: 10 tysięcy w srebrze na odbudowę po pożarze ołtarzy w kościele Dominikanów, 7 tysięcy reńskich w listach zastawnych na odnowę kaplicy św. Jacka w tymże kościele, a 3 tysiące reńskich w listach zastawnych na wybudowanie grobowca dla członków zgromadzenia św. Dominika, 1 000 złotych reńskich dla Zakładu św. Józefa, 500 złotych na salę kalek w Instytucie Anastazji Sołtykowej przy ulicy Blich, relikwie i obraz olejny Chrystusa Pana kościołowi Dominikanów, suknie jedwabne na ornaty kościołowi na Gródku, po 300 złp dla 10 klasztorów ubogich i 1 000 złotych na pogrzeb. 
Pelagia Russanowska zmarła 12 sierpnia 1863 roku i została pochowana w grobowcu Dominikanów na cmentarzu Rakowickim. 

## Komitet Ochron
11 października 1846 roku w domu hr Moszyńskich odbyło się pierwsze zebranie Komitetu Ochron. Wzięli w nim udział: Anna hr. Moszyńska, Apolonia Kochanowska, Karolina Mężeńska, Pelagia Russanowska, Aniela Bochenkowa, Franciszka Helclowa, Wincenty Wolff, Józef Muczkowski, Ferdynand Kojsiewicz, Józef Głębocki, Franciszek Paszkowski, Karol Kremer, Józefat Kosowski. Głównymi opiekunami zostali: Wincenty Wolf i  Anna hr. Moszyńska. Wyznaczono również Wyznaczono również po 6 opiekunów i opiekunek. Zostali nimi:  Jan Walter, Ferdynand Kojsiewicz, Józef Głębocki, Józef Muczkowski, Karol Kremer i Franciszek Paszkowski oraz Apolonia Kochanowska, Leonowa Bochenowska, Pelagia Russanowska, Antoniowa Holtzlowa, Teodora Czermińska i Anna Popiel. Komitet został zatwierdzony przez władze 31 maja 1847 roku, ale działalność rozpoczął wcześniej otwierając 3 maja 1846 roku pierwszą ochronkę w zakupionym domu na terenie Wesołej (nr 207). Zamieszkało tam 30 sierot, a dodatkowo opiekowano się 100 dzieci „dochodzących”. Kolejna została otwarta w wynajętym domu przy ulicy Długiej 86. Z opieki korzystało tam 65 dzieci „przychodnich”. Russanowska pełniła funkcję opiekunki przez 16 lat.

## Fundacja
Russanowska w 1855 roku przekazała 100 000 franków (180 000 złp) na „zakład ku wspieraniu inwalidów polskich”. Fundacja Pelagii Russanowskiej została zatwierdzona reskryptem Namiestnictwa 11 października 1874 roku. Kuratorami byli Piotr Moszyński, a potem jego syn Jerzy. Fundacja wypłacała dożywotnio wsparcie weteranom i wygasła w 1923 roku po dewaluacji papierów wartościowych w których ulokowano przekazane przez Russanowską pieniądze. 